# 2023 au Pakistan
Cet article présente les faits marquants de l'année 2023 au Pakistan.

## Évènements
- 30 janvier : attentat dans une mosquée à Peshawar.
- 6 mars : un attentat à Kachhi fait au moins neuf morts.
- 21 mars : un tremblement de terre en Afghanistan et au Pakistan tue au moins 30 personnes et en blesse plus de 380 autres[1].
- 30 juillet  : attentat à la bombe à Khar.
- 6 août : au moins 30 personnes sont tuées et 100 blessées après le déraillement de 10 wagons du Hazara Express près de la gare du Sahara à Nawabshah[2].
- 29 septembre :  au moins 50 personnes sont tuées dans un attentat-suicide lors d'un rassemblement religieux à Mastung, au Baloutchistan[3].